# بلال سعد العزما
بلال سعد العزما (مواليد 23 فبراير 1955) هو عداء سعودي، مثّل بلاده في سباق 100 متر تتابع رجال خلال الألعاب الأولمبية الصيفية 1972.

## المشاركة الأولمبية

### ميونيخ 1972
ألعاب القوى – 100 متر تتابع رجال – الدور التمهيدي – المجموعة الأولى
| الرُّتبة | الأسماء                                                             | البلد            | التوقيت |
| ------ | ------------------------------------------------------------------- | ---------------- | ------- |
| 1      | ألكسندر كورنيلوك، فلاديمير لوفيتسكي، جوريس سيلوفس، فاليري بورزوف    | الاتحاد السوفيتي | 39.15   |
| 2      | جوبست هيرشت، كارلينز كلوتز، جيرهارد ووشير، كلاوس إهل                | ألمانيا الغربية  | 39.17   |
| 3      | مانفريد كوكوت، بيرند بورث، هانز يورغن بومباخ، سيغفريد شينك          | ألمانيا الشرقية  | 39.17   |
| 4      | جورج ريجنر، أكسل نيبراونيك، غيرت نوستر، هيلموت لانغ                 | النمسا           | 40.49   |
| 5      | لويس إليرز، غييرمو غونزاليس، بيدرو فيرير، خورخي فيزكاروندو          | بورتوريكو        | 41.34   |
| 6      | محمد جمان الدوسري، منصور الجعيد، بلال سعد العزما، سعيد خليل الدوسري | السعودية         | 43.35   |
| -      | محمد يونس، نورمان برينكوورث، محمد صديقي، نصرت إقبال صاحي            | باكستان          | DNS     |
| -      | عبد العززي عبد الكريم، مالك مردحي، محمد سعد، يونس عبد الله ربيع     | الكويت           | DNS     |

مصدر:

## وصلات خارجية
بلال سعد العزما على موقع أوليمبيديا (الإنجليزية)